# Nicolas Appert
Nicolas Appert (Châlons-en-Champagne, 17 de novembro de 1749 – Massy, 1 de junho de 1841) foi um inventor e industrial francês. Descobriu que o aquecimento de alimentos em recipientes fechados poderia interromper o processo de fermentação. Em 1795 iniciou a comercialização de alimentos conservados em garrafas. Suas técnicas foram as precursoras dos métodos atuais de conservação de alimentos em latas.

## Juventude
Appert nasceu em Châlons-en-Champagne, o nono de onze filhos. Sua família tinha uma pousada na cidade e ele trabalhou no negócio da família até os 20 anos, quando abriu uma cervejaria com um de seus irmãos. Ele então serviu como chefe de cozinha de Christian IV, Conde Palatino de Zweibrücken por treze anos. Appert foi confeiteiro e chef em Paris de 1784 a 1795. Nesse período, ele se casou com Elisabeth Benoist e o casal teve quatro filhos.
Appert foi ativo durante a Revolução Francesa e até mesmo participou da execução do rei Luís XVI. No entanto, ele caiu sob suspeita durante o subsequente período do Terror e foi preso em abril de 1794, mas ele mesmo conseguiu evitar ser executado. Em 1795, ele começou a experimentar maneiras de conservar alimentos, obtendo sucesso com sopas, vegetais, sucos, laticínios, geleias e xaropes. Colocou a comida em potes de vidro, lacrou-os com rolha e lacre e colocou-os em água fervente (anos mais tarde, passou a usar autoclave). Acredita-se que essa técnica já era usada por donas de casa, mas Appert foi o primeiro a fazê-lo em escala industrial.

## La Maison Appert
Em 1804, La Maison Appert, na cidade de Massy, perto de Paris, se tornou a primeira fábrica de engarrafamento de alimentos do mundo, anos antes de Louis Pasteur provar que o calor matava bactérias. Appert abriu uma empresa para preservar uma variedade de alimentos em garrafas lacradas. O método de Appert consistia em encher garrafas de vidro grossas e de boca grande com produtos de todas as espécies, desde carne de vaca, aves, ovos, leite e pratos preparados. Appert evitou deliberadamente o uso de folha de flandres em sua fabricação inicial porque a qualidade da folha de flandres francesa era ruim. Ele deixou um espaço de ar no topo da garrafa, e a rolha seria então selada firmemente no frasco usando um torno. A garrafa era então envolvida em uma lona para protegê-la, enquanto era mergulhada em água fervente e fervida pelo tempo que Appert considerava apropriado para cozinhar o conteúdo completamente.
Apesar de seus sucessos, Appert teve problemas financeiros devido ao alto custo de seu equipamento e ao fato de não ser um bom empresário. Ele declarou falência em 1806, mas conseguiu continuar seu negócio. Em 1795, Napoleão ofereceu um prêmio de 12 mil francos por um novo método de conservação de alimentos. Em 1806, Appert apresentou uma seleção de frutas e vegetais engarrafados de sua manufatura na Exposition des produits de l'industrie française, mas não ganhou nenhuma recompensa. Em 1810, o Departamento de Artes e Manufaturas do Ministério do Interior deu a Appert um pagamento de 12 mil francos com a condição de tornar público o seu processo. Appert aceitou e publicou um livro descrevendo seu processo naquele ano. O tratado de Appert foi intitulado L'Art de conserver les species animales et végétales (A Arte de Preservar Substâncias Animais e Vegetais), das quais 6 mil cópias foram impressas em 1810. Este foi o primeiro livro de receitas de seu tipo em métodos modernos de preservação de alimentos. 
Embora Appert nunca tenha realmente entendido por que seu método funcionava (isso sendo anos antes do desenvolvimento da ciência da bacteriologia), ele era tão simples que rapidamente se espalhou. Em 1810, o inventor e comerciante britânico Peter Durand patenteou seu próprio método, mas desta vez em uma lata, criando assim o processo moderno de enlatamento de alimentos. Em 1812, os ingleses Bryan Donkin e John Hall compraram ambas as patentes e começaram a produzir conservas.

## Vida posterior
No entanto, apesar da concessão do governo, sua situação financeira não melhorou e foi exacerbada pela destruição de sua fábrica em Massy pelas forças prussianas e austríacas no final da Guerra da Sexta Coalizão em 1814. Com o apoio do Governo francês na forma de aluguel gratuito, ele abriu uma nova fábrica em Paris para conservar alimentos em latas, que durou dez anos até que o mesmo governo o despejou em dezembro de 1827.
Os produtos enlatados de Appert eram amplamente apreciados, especialmente pelos serviços navais, pois os produtos eram muito superiores às provisões secas e salgadas de que antes dependiam. As latas foram exportadas para a Baviera e São Petersburgo e receberam elogios de jornais de toda a França. No entanto, isso não se traduziu em sucesso financeiro.
Em 1828, abre mais uma fábrica na cidade. Ele fez uma petição a Luís Filipe I para entrar na Legião de Honra, mas foi negado (possivelmente devido às suas atividades durante a Revolução). Tomando isso como um insulto, ele se aposentou em 1836 com a idade de 86 anos. Apesar de uma pensão de 1200 francos por ano desde o início do governo naquele ano, ele morreu na pobreza em 1841 e foi enterrado em um túmulo de indigente.